# Bonaventure Tornielli
Bonaventure Tornielli (Forlì, 1410 - Udine, 31 mars 1491) est un religieux servite de Marie italien reconnu bienheureux par l'Église catholique.

## Biographie
Il naît à Forlì en 1410. Il entre dans l'ordre des servites de Marie à une date inconnue, très probablement dans le couvent de sa ville. En 1448, il est envoyé à Venise pour poursuivre ses études pendant six ans au terme duquel il obtient le titre de maître en théologie.
Il entame alors une activité de prédicateur. Malgré sa petite taille et son apparence peu agréable, il inspire confiance et sympathie, incitant à la mortification et la pénitence les nombreux fidèles qui affluent pour l'entendre. Il prêche aussi par son exemple, se nourrissant de pain et d’eau, revêtu d'habits pauvres et rapiécés, marchant pieds nus, quelles que soient les conditions météorologiques.
En 1482, il est élu provincial général de l'ordre et prieur de San Marcello al Corso. 
Le 31 mai 1483, le pape Sixte IV lui accorde le titre de prédicateur apostolique qui lui permet de voyager dans toute l'Italie. Au chapitre général de 1485, il donne sa démission de provincial pour retourner de nouveau dans un ermitage car il aime le silence et la contemplation ; il se retire souvent à l'abbaye de Monte Senario, sur les traces des fondateurs des servites, et à Montegranaro. Malgré son opposition, il est élu vicaire général de l'ordre au chapitre général de Bologne en 1488. Il meurt le jeudi saint 31 mars 1491 lors d'une prédication au couvent de Santa Maria delle Grazie à Udine.

## Culte
Dès l'annonce de sa mort, le couvent est littéralement pris d'assaut par le peuple qui oblige les servites à transporter son corps dans l'église où il reste exposé une semaine entière, toujours entouré de fidèles. En 1509, attribuant sa guérison à l'intercession du religieux, le lieutenant de la république de Venise à Udine, Andrea Loredan, fait transférer le corps de Bonaventure à l'église Santa Maria dei Servi à Venise. Après la suppression du couvent en 1810, les reliques sont transférées dans l'église San Marcuola puis dans l'église Santa Maria della Misericordia. En 1971, deux ans avant que la Misericordia ne soit désacralisée, on procède à la translation du corps au sanctuaire Notre-Dame-de-Grâce d'Udine (it). Son culte « ab immemoriabili » est confirmé le 6 septembre 1911 par Pie X et sa fête fixée au 31 mars.